# 伍德維爾 (伊利諾伊州)
伍德維爾（英語：Woodville）是位於美國伊利諾伊州亞當斯縣的一個非建制地區。該地的面積和人口皆未知。

## 地理
伍德維爾的座標為40°11′18″N 91°10′59″W / 40.18833°N 91.18306°W，而該地的平均海拔高度為202米（即663英尺）。